# Кусье-Александровский пруд
Кусье-Александровский пруд — пруд на реке Кусья, в посёлке Кусье-Александровский Горнозаводского городского округа Пермского края. Создан в 1751 году для работы Кусье-Александровского чугунолитейного завода Строгановых на месте впадения реки Кусьи в Койву. Площадь 0,1 км².

## Данные водного реестра
По данным государственного водного реестра России, пруд относится к Камскому бассейновому округу, бассейн реки Кама, подбассейн — Кама до Куйбышевского водохранилища (без бассейнов рек Белой и Вятки), водохозяйственный участок реки — Чусовая от в/п пгт. Кын до устья. Код объекта в государственном водном реестре — 10010100721211100002361.